# بیمارستان بالکلی یونان
بیمارستان بالکلی یونان (به انگلیسی: Balıklı Greek Hospital) بیمارستانی در کشور ترکیه است و دارای ۳۲۸ تخت است.